# Sorex sonomae
Musaraigne de Sonoma
Espèce
Synonymes
- Sorex (Otisorex) sonomae Jackson, 1921[1]

Répartition géographique
Statut de conservation UICN

 LC  : Préoccupation mineure
Sorex sonomae, communément appelé Musaraigne de Sonoma, est une espèce de mammifères de la famille des Soricidés.

## Liste des sous-espèces
Selon Catalogue of Life (4 août 2020) :
- sous-espèce Sorex sonomae sonomae Jackson, 1921
- sous-espèce Sorex sonomae tenelliodus Carraway, 1990